# Polystichum kwakiutlii
Polystichum kwakiutlii är en träjonväxtart som beskrevs av D.H. Wagner. Polystichum kwakiutlii ingår i släktet Polystichum och familjen Dryopteridaceae. Inga underarter finns listade.